# Holcosus festivus
Holcosus festivus is een hagedis uit de familie tejuhagedissen (Teiidae).

## Uiterlijke kenmerken
Holcosus festivus bereikt een totale lichaamslengte van ongeveer 35 centimeter; de staart is relatief lang en beslaat 65 tot 70 procent van de lichaamslengte. De lichaamskleur is donkerbruin tot bijna zwart, met op de flanken enkele dunne witgele tot witte strepen of vlekkenrijen. Ook in de nek en op de poten zijn enkele kleine witte streepachtige vlekjes aanwezig. De kleur van de buik is geel tot wit. De poten zijn krachtig en goed ontwikkeld, de hagedis kan zeer snel rennen.
Deze hagedis is eenvoudig te herkennen aan de brede, lichte streep, meestal witgeel van kleur, die op de snuitpunt als vlek begint en doorloopt tot op de staart. Hier verandert de kleur van de streep naar helder blauw en wordt breder. Het achterste twee derde deel van de staart is geheel blauw gekleurd, hoewel bij vrouwtjes de intensiteit minder is en de kleur is vaak staalblauw tot grijs. Juvenielen zijn lichtbruin en hebben reeds de lichte streep op de rug die meestal zwart omzoomd is.

## Verspreiding en habitat
Holcosus festivus komt voor in delen van Midden-Amerika en leeft in de landen Belize, Colombia, Costa Rica, Guatemala, Honduras, Mexico, Nicaragua en Panama. Mogelijk komt de soort ook voor in El Salvador maar dit is niet zeker.
De habitat bestaat uit open plekken in vochtige beboste gebieden of langs bosranden. Door de mens aangetaste gebieden worden getolereerd; plantages waar bananen, cacao of kokosnoten worden geteeld zijn bijvoorbeeld een geschikte habitat. De hagedis is aangetroffen van zeeniveau tot een hoogte van meer dan 1400 meter boven zeeniveau.
Plaatselijk is de soort zeer algemeen en wordt niet beschermd. Door de internationale natuurbeschermingsorganisatie IUCN wordt de hagedis als veilig beschouwd (Least Concern of LC).

## Levenswijze

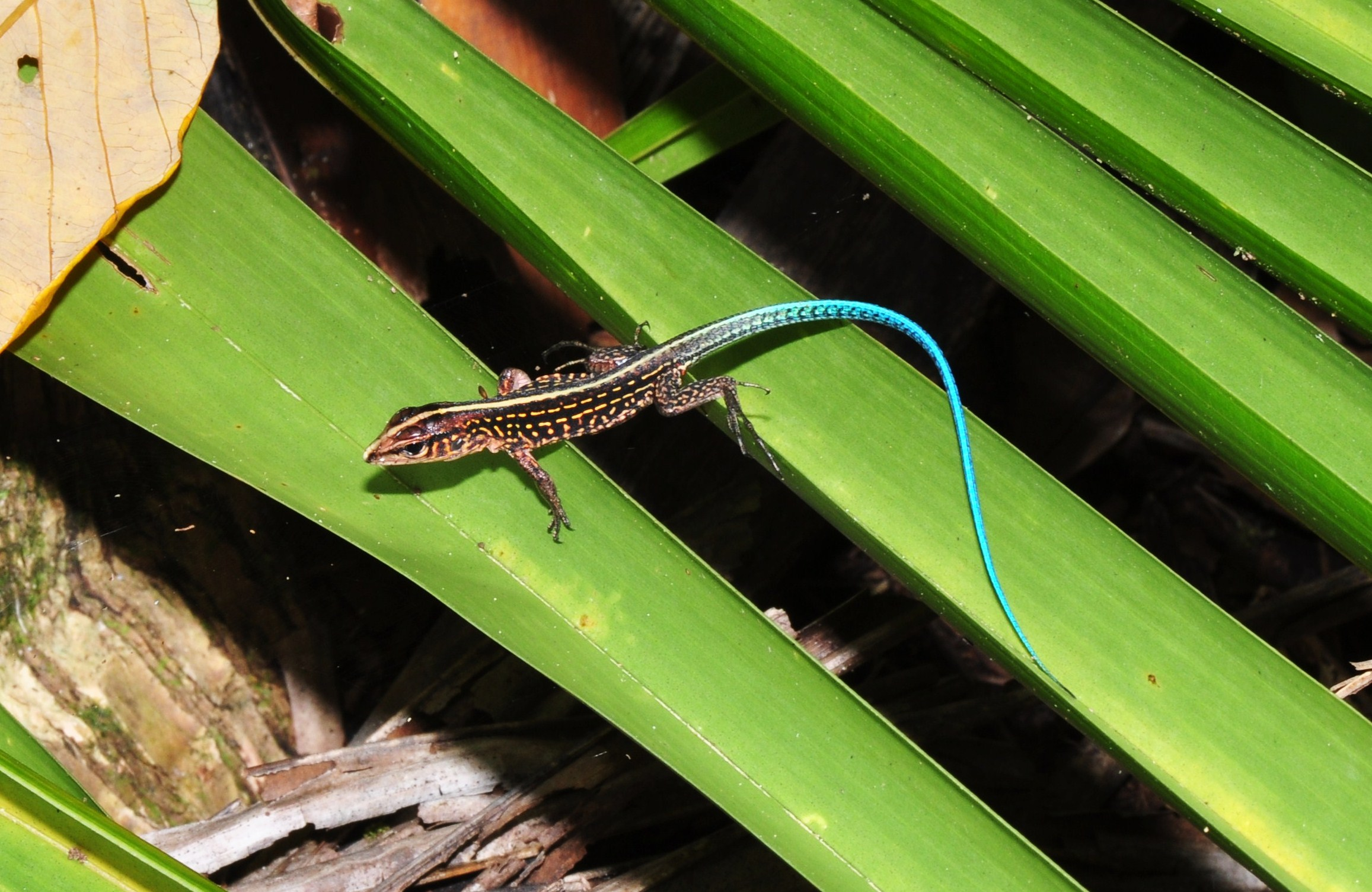
Een juveniel uit Costa Rica.

Het voedsel bestaat uit ongewervelden zoals sprinkhanen en spinnen, maar ook kikkers die op de bodem leven. Daarnaast staan kleinere hagedissen waarschijnlijk op het menu. Prooidieren worden op de bodem buitgemaakt; deze soort kan bij gevaar wel klimmen maar is overwegend een bodembewoner. De ameiva is overdag actief en neemt graag een zonnebad en is actief bij temperaturen tussen 34 en 40,5 Celsius. 's Nachts en bij regenachtig weer schuilt dehagedis tussen struiken, onder stenen of in de holen van andere dieren zoals grote ratten. In de relatief koele regentijd kan het dier zich wekenlang verschuilen.
De vrouwtjes zijn eierleggend en zetten tot vier legsels af per jaar, vooral gedurende het regenseizoen. Een legsel bestaat uit een enkel ei tot vier eieren. De juvenielen zijn ongeveer 4 centimeter lang exclusief staart als ze uit het ei kruipen. Ze zijn na drie tot zes maanden volwassen.

## Naam en indeling
Holcosus festivus werd voor het eerst in 1856 wetenschappelijk beschreven door Martin Lichtenstein als Cnemidophorus festivus. Later is de soort toegewezen aan het geslacht Ameiva. Onder de naam Ameiva festiva is de hagedis in veel literatuur bekend.
Er worden drie verschillende ondersoorten erkend, die verschillen in uiterlijk en verspreidingsgebied.
| Naam                           | Auteur                       | Verspreidingsgebied                           |
| ------------------------------ | ---------------------------- | --------------------------------------------- |
| Holcosus festivus edwardsii    | Marie-Firmin Bocourt, 1873   | Guatemala, Honduras, Mexico                   |
| Holcosus festivus festivus     | Martin Lichtenstein, 1856    | Het grootste deel van het verspreidingsgebied |
| Holcosus festivus occidentalis | Edward Harrison Taylor, 1956 | Costa Rica                                    |